# Nemesmedves
Nemesmedves (németül: Ginisdorf) község Vas vármegye Szentgotthárdi járásában. A szocialista rendszerben úgy tartották (az ott élők és néhány történész kivételével), hogy április 4-én itt történt meg az ország teljes felszabadulása a német megszállás alól és ekkor fejeződött be a magyar nyilas kormányzat elűzése, és hogy ezt a falut szabadították fel utoljára 1945. április 4-én a szovjet hadsereg katonái.

## Nevének eredete
A földrajzi nevek etimológiája szerint a név utótagja, a medves a Kecskemét helynévhez hasonlóan száraz meder, időnként kiszáradó ér jelentésű lehetett. jelentett. (Hasonlóképpen a Homokmégy helynévhez is.)

## Fekvése
Körmendtől 15 kilométerre nyugatra, Vasszentmihálytól 4 kilométerre északra, az országhatár mellett található; legközelebbi szomszédja, a 2 kilométerre északnyugatra fekvő, Szentkúthoz (Heiligenbrunn) tartozó Zsámánd (Reinersdorf) már a határ osztrák oldalán fekszik.
Közúton a 87 108-as számú mellékúton érhető el, amely a 8-as főútból ágazik ki, annak 180+050-es kilométerszelvénye táján, Vasszentmihály központjában, észak felé, ugyanott, ahol az ellenkező irányban Csörötnek és Felsőszölnök felé a 7454-es út ágazik ki. A 87 108-as út az országhatár közelében ér véget, de nincs határátkelőhelye; a Google Utcakép felvételeinek tanúsága szerint a falu történelmi emlékparkjának térségében földúttá alakul, így Szentkút, mint a határ utáni első település kizárólag gyalogosan vagy kerékpárral érhető el.
Tömegközlekedési kapcsolata nincs, a legközelebbi buszmegálló a falutól 3,6 kilométerre, Vasszentmihályon, a legközelebbi vasútállomás/vasúti megállóhely 5,5 kilométerre, Rátóton található.

## Története
1336-ban Medus néven említik először, Nobiles de Medus. Poss. seu terra Olsomedus szövegkörnyezetben. Neve a száraz, időszakos vízfolyást jelentő ősi magyar med főnévből származik. Eredetileg a Medves-patakra vonatkozott, innen tevődött át a falura. Névelőtagja arra emlékeztet, hogy jellemzően kisnemesi község volt. 1361-ben Gasztoni Zelles Balázs birtoka. 1427-ben Medwes néven említik. Részben kisnemesi birtok, részben Németújvár várának uradalmához tartozott. 1464-ben a Gersei Pető család szerzett itt birtokot.
A 16. században többek között a Batthyány család is birtok lett a településen. Lakói részt vettek az 1763-ban a Nyugat-Dunántúlon kitört parasztfelkelésben. 1787-ben a II. József által elrendelt első népszámlálás 166 lakost talált itt, többségük német anyanyelvű volt.
Vályi András szerint "Kis, Nagy, és Nemes Medves. Három falu Vas Várm. Kis, és Nagy Medvesnek földes Ura Gróf Batthyáni Uraság, Nemes Medvesnek pedig több Urak, lakosai többfélék, fekszenek Német Újvárhoz mintegy 3/4 órányira, földgyeik nem igen termékenyek, határjok többnyire hegyes, szőlejek jó borokat teremnek, fájok tűzre, és épűletre van, legelőjök jó."
Vas vármegye monográfiájában "Nemes-Kis-Medves, 73 házzal és 340 németajkú, r. kath. és ág. ev. vallású lakossal. Postája és távírója Rátót. Birtokos gróf Batthyány Zsigmond."
1907-ben még 407-en éltek itt, főként svábok. A falunak volt iskolája, kocsmája, tűzoltószertára. 1910-ben 365, túlnyomóan német lakosa volt. Vas vármegye Németújvári járásához tartozott. A kényszerű trianoni határkijelölések után a járás egyetlen Magyarországon maradt települése volt. Az első világháború után az államhatár a falu mellé került, de a kapcsolat nem szűnt meg az Ausztriának juttatott volt magyar területekkel, és a nemesmedvesiek gyakran jártak át Németújvárra és Zsámándra. A falu sorvadása a magyar kommunista rezsim megszületésével kezdődött.

### 1945. április 4.
A szocialista rendszer hagyománya szerint Nemesmedves volt az utolsó magyar település, amelyet a második világháború folyamán 1945-ben megszállták a szovjet csapatok, amikor elűzték a német csapatokat. E haditett emlékére Magyarországon az 1990-es rendszerváltásig április 4. a felszabadulás napja volt, és emiatt a falu területén gyakran rendeztek jelentős állami ünnepséget e napon, bár a helyiek a dátumot nem tartják helyesnek, mivel a község területén még április 11-én is folytak harcok.

### Kitelepítés, betelepülés
A faluban lakó svábok jelentős részét, 298 embert, a háború után kitelepítették, csak tíz család maradhatott. Az üresen maradt házakba az ország más részeiből „telepesek” érkeztek, akikkel hosszú időre állandósultak az itt lakók konfliktusai. A régi sváb házak helyét mára benőtte a fű.

## Közélete

### Polgármesterei
- 1990–1994: Egervári Gyula (független)[12]
- 1994–1998: Egervári Gyula (független)[13]
- 1998–2002: Egervári Gyula (független)[14]
- 2002–2006: Mesics Ferenc (független)[15]
- 2006–2010: Mesics Ferenc (független)[16]
- 2010–2014: Mesics Ferenc (független)[17]
- 2014–2019: Mesics Ferenc (független)[18]
- 2019–2024: Mesics Ferenc (független)[19]
- 2024– : Mesics Ferenc (független)[1]

## Népesség
A település népességének változása:
| Lakosok száma | 27   | 26   | 34   | 27   | 22   | 23   | 23   |
|               | 2013 | 2014 | 2015 | 2021 | 2022 | 2023 | 2024 |

A 2011-es népszámlálás során a lakosok 100%-a magyarnak, 17,6% németnek mondta magát (a kettős identitások miatt a végösszeg nagyobb lehet 100%-nál). A vallási megoszlás a következő volt: római katolikus 94,1%, felekezet nélküli 5,9%.
2022-ben a lakosság 90,9%-a vallotta magát magyarnak, 13,6% németnek, 4,5% egyéb, nem hazai nemzetiségűnek (9,1% nem nyilatkozott; a kettős identitások miatt a végösszeg nagyobb lehet 100%-nál). Vallásuk szerint 31,8% volt római katolikus, 4,5% református, 9,1% felekezeten kívüli (54,5% nem válaszolt).

## Nevezetességei
- Népszerű turistacélpont a falu központjában egy talapzaton álló második világháborús szovjet T–34/85-ös harckocsi, amely az 1985-ben kialakított emlékhely központi emlékműve. Mellette az ország vármegyéit szimbolizáló kopjafák, valamint a jellegzetes őrségi szoknyás harangláb. Az emlékhely szélén hasított alumínium békeharang áll.
- A falu határában valamikor húzódó, aknazárral megerősített vasfüggöny mementójaként ma is megvan a korszakból fennmaradt, rozsdás „ÁLLAMHATÁR” feliratú tábla.
- A falu szélén  az egyik innen elszármazott német család által 1997-ben épített kápolna áll.
- A főút melletti forrást 1997-ben a Szent Imre Vándorút avatásának emlékére Vándor-forrás névre keresztelték

## Galéria

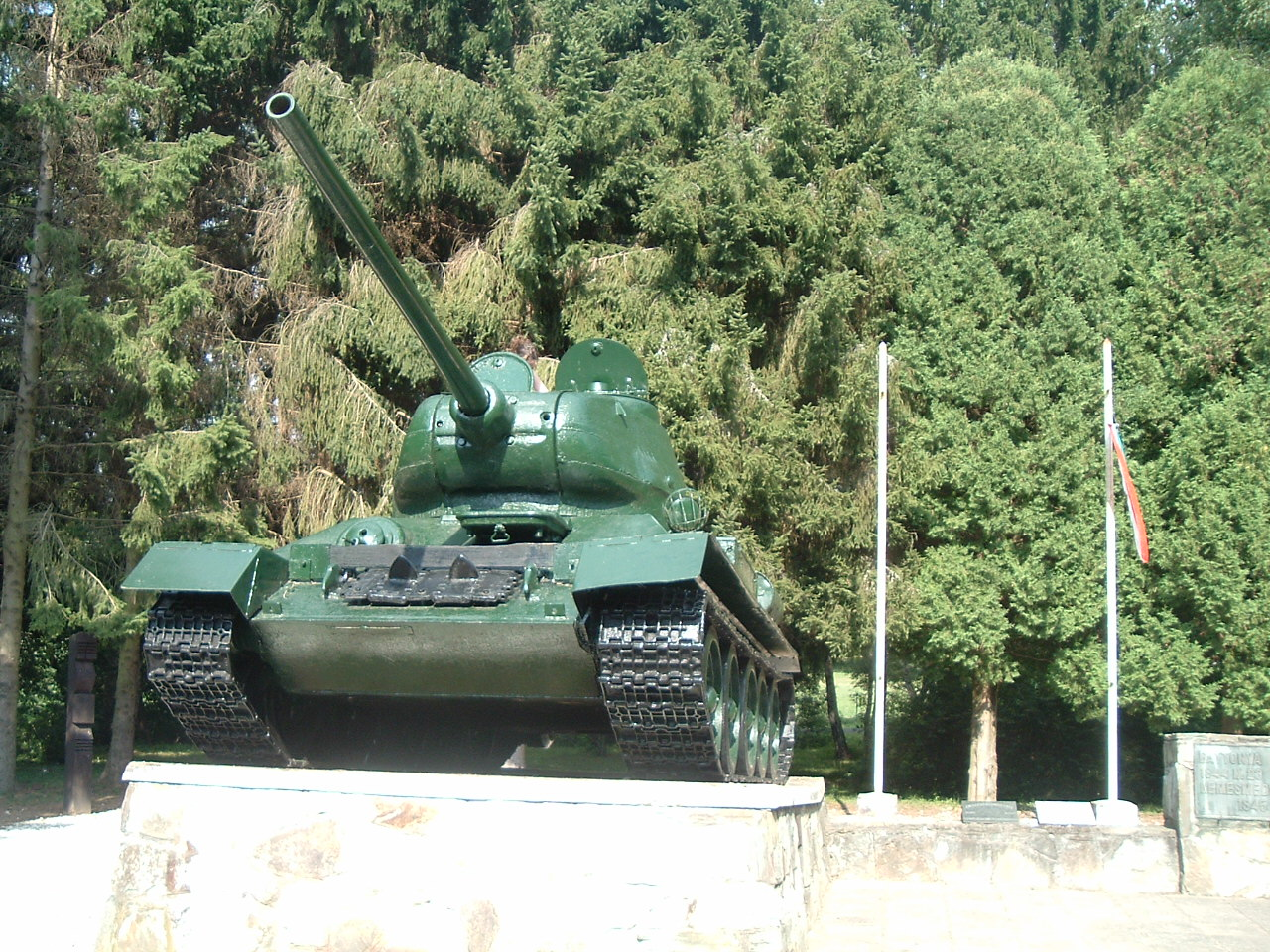
Szovjet T–34-es harckocsi
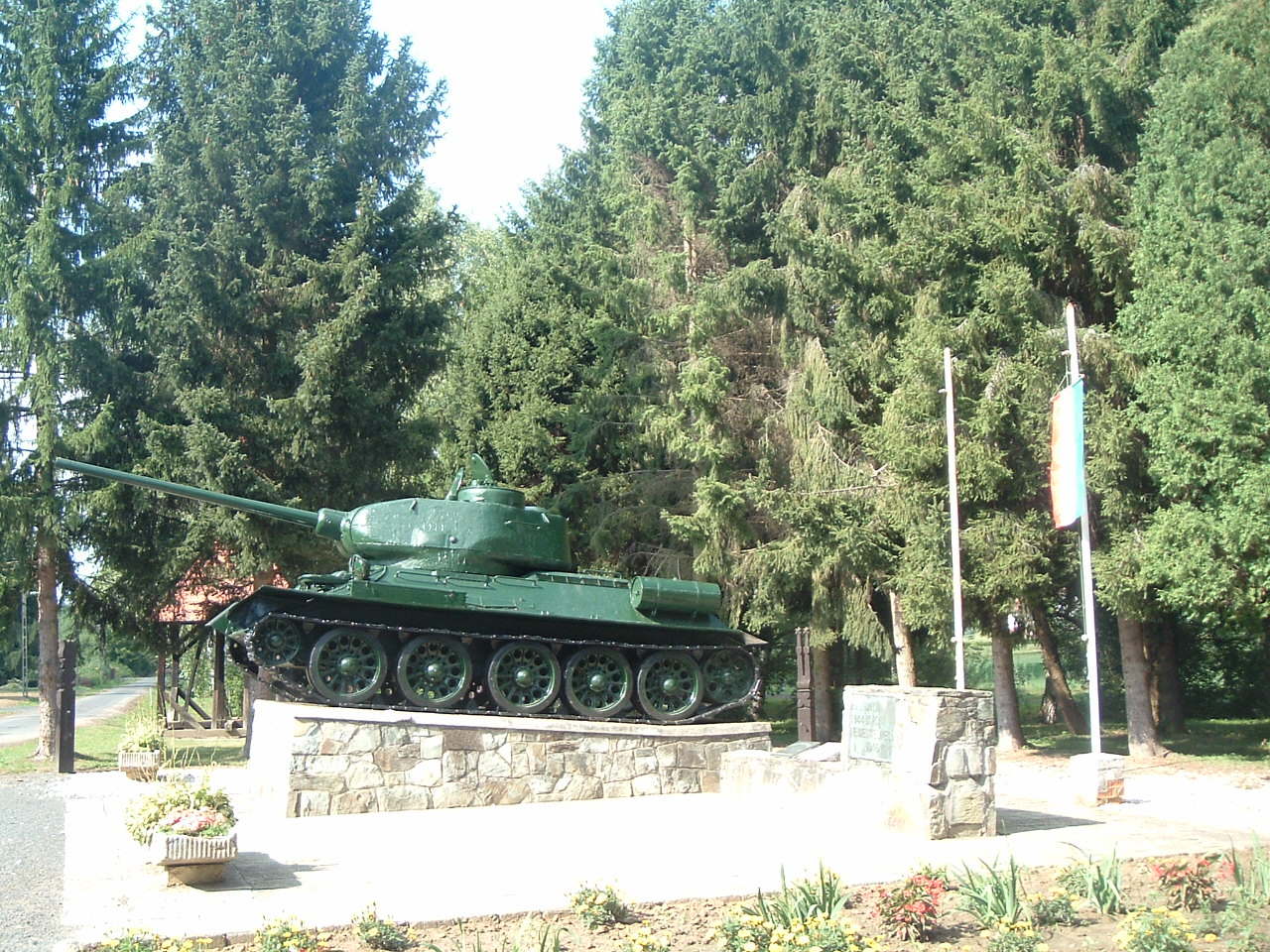
Az emlékmű oldalról
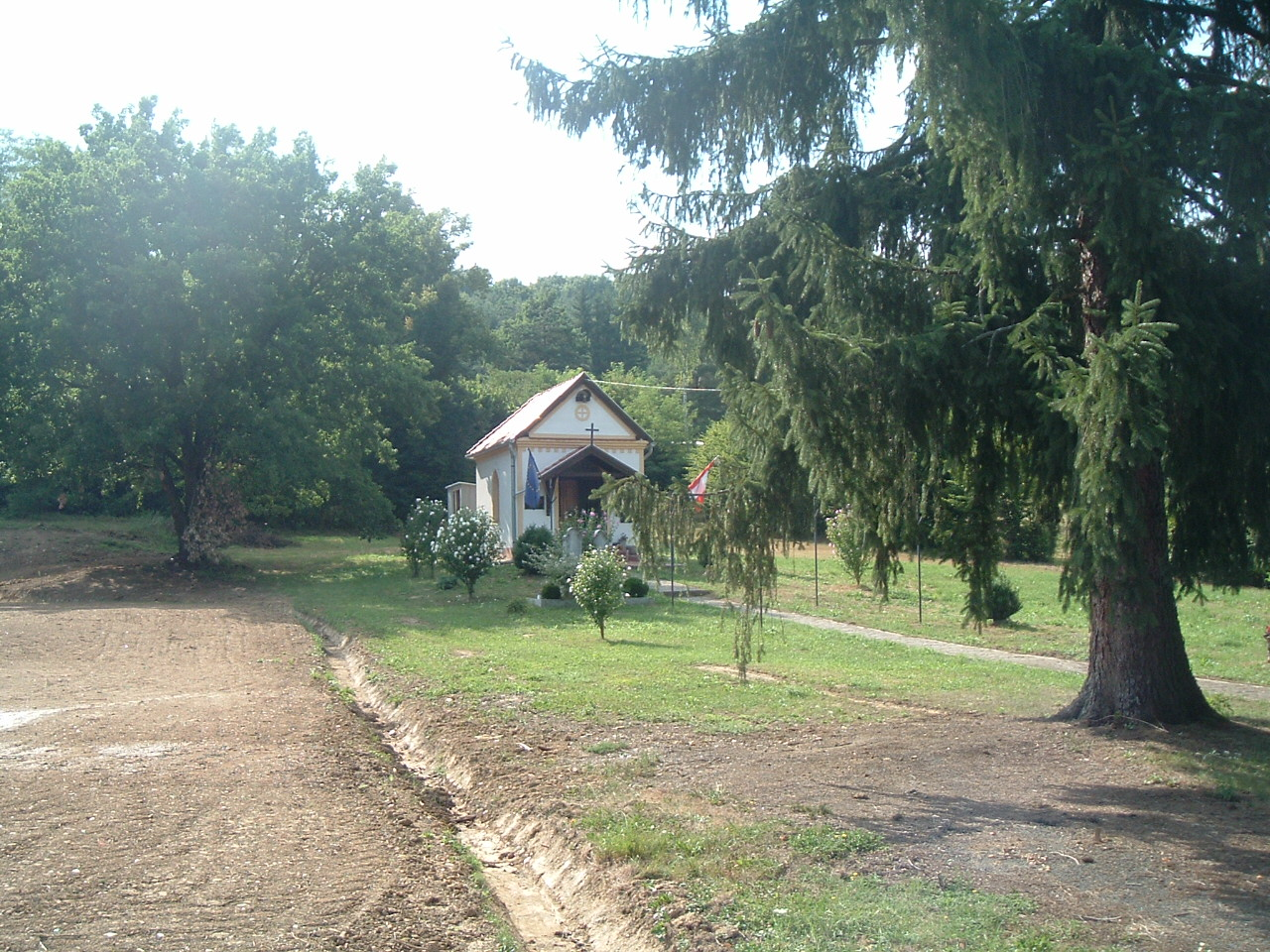
A kápolna